# Antonio Aguilar y Vela
Antonio María Aguilar y Vela (Madrid, 20 de noviembre de 1820-Madrid, 5 de julio de 1882) fue un astrónomo español.

## Biografía
Primogénito de Francisco Aguilar-Anchía y Mendoza de Sotomayor, Capitán de los Guardias de Corps de Carlos IV. Su hermano, José María Aguilar y Vela, fue coautor de la sede del Banco de España, junto a Severiano Sáinz de la Lastra y Eduardo de Adaro. Su nombre es el primero de una familia vinculada a las ciencias exactas desde entonces.
Estudió Humanidades y Filosofía en Madrid y Alcalá, debiendo emigrar a Francia con 19 años, al término de la Primera Guerra Carlista por sus ideas políticas. En el Colegio Real de Angulema estudió Matemáticas y Física, estudios que continuó al volver a España en 1845.
Fue Catedrático de Matemáticas de la Universidad de Valladolid, catedrático de Cálculo en la Universidad de Santiago y de Astronomía en la Universidad Central. En 1851 fue nombrado Director del Real Observatorio de Madrid, institución de la que es virtualmente fundador, debido a sus trabajos científicos y sus esfuerzos por mejorar sus instalaciones, en deplorable estado tras la invasión francesa. El proyecto de reforma y ampliación de este edificio corrió a cargo de su hermano, José María Aguilar y Vela. Antonio Aguilar se vio obligado a adquirir todos los instrumentos necesarios para su funcionamiento, así como a preparar al personal que se encargase de su manejo y puesta en estación. Habiendo calculado las coordenadas del Observatorio, redactó la Memoria sobre la latitud y posición geográfica de la Villa y Corte de Madrid. En 1854 es nombrado miembro de Número de la Real Academia de Ciencias Exactas, tomando posesión al año siguiente con la medalla número 32. En 1861 pasa a ocupar el primer cargo de Secretario Perpetuo de esta institución.
En 1871, debido a su militancia carlista es destituido fulminantemente del cargo, debiendo marchar nuevamente al exilio en Francia. Tras recuperar el cargo, en 1872, es nuevamente amenazado, por lo que el Observatorio pierde su autonomía y pasa a depender de la Universidad Central. 
Como científico, fue autor de varios trabajos astronómicos, destacando uno sobre las manchas solares, eclipses de sol y topografía de Madrid, así como sobre climatología y meteorología, disciplina ésta en la que destacaron sus aportaciones en la Exposición Universal de Viena de 1873, en la que formó parte del jurado, y especialmente en el II Congreso Meteorológico Internacional celebrado en Roma en  abril de 1879. En este congreso, Antonio Aguilar -junto a Karl Jelineck- sienta las bases de la meteorología internacional organizada.
Dentro del campo de las Matemáticas, Antonio Aguilar es el introductor en España del Cálculo de Probabilidades y llegó a ser una autoridad en Estadística a través de los métodos de Laplace y  Lagrange. Publicó artículos en diversas publicaciones españolas y extranjeras.